# Дъщерна компания
Дъщерна компания (от английски: daughter company, а също и subsidiary company, subsidiary) е компания, която е напълно или отчасти собственост или частично или напълно контролирана от друга (майчинска) компания, която притежава повече от половината (в някои законодателства – най-малко 25%) от акционерния капитал на дъщерната фирма  или може да определя пряко или непряко повече от половината членове на управителния съвет на дъщерното дружество.
Дъщерното дружество може да бъде: събирателно дружество, командитно дружество, дружество с ограничена отговорност, акционерно дружество или командитно дружество с акции. То е самостоятелен правен субект и има отделно имущество от това на холдинга. В някои случаи това е държавна компания.
Дъщерните дружества са обща характеристика на бизнес живота по света и повечето мултинационални корпорации организират дейността си по този начин. Примерите включват холдингови компании като Berkshire Hathaway, Jefferies Financial Group, WarnerMedia или Citigroup, както и по-концентрирани компании като IBM или Xerox. Те и други организират бизнеса си в национални и функционални дъщерни дружества, често на множество нива.